# District d'Al-Malikiyah
Le district d'Al-Malikiyah (arabe : منطقة المالكية) est un district (mantiqah) syrien dépendant administrativement du gouvernorat d'Al-Hasaka. Au recensement de 2004, il avait une population de 189 634 personnes. Sa capitale est Al-Malikiyah.

### Sources
- (en) Cet article est partiellement ou en totalité issu de l’article de Wikipédia en anglais intitulé « Al-Malikiyah District » (voir la liste des auteurs).